# Украјински језик
Украјински језик (укр. українська мова) је словенски језик из групе источнословенских језика. У прошлости се још називао малоруски и рутенски. Украјински је после руског и пољског трећи највећи словенски језик. То је званични језик Украјине где га говори 35 милиона људи као матерњи. Говори се још у: Русији, Пољској, Белорусији, Румунији, Молдавији, Придњестровљу, Банату, Канади и САД.
Украјински језик се служи ћириличким писмом које се у појединим словима разликује од руске верзије.
Украјински језик се развио из прото-источнословенског језика који се говорио у Кијевској Русији (10—13. век). Овај језик је био забрањен у школама Руске Империје од 1804. до Октобарске револуције. Украјински је имао сталну довољну базу у западној Украјини где никада није био забрањен.

## Особине
У примерима је прво наведена руска верзија, затим украјинска (масна слова), па српска:
- итавизам: самогласници e и o су у затвореним слоговима постали i
пример: Львов – Львів – Лавов, кошка – кішка – мачка
- икавизам: стари глас јат је постао i
пример: месяц – місяць – месец, медь – мідь – бакар/мед
- тврди сугласници испред e
пример: весна (изг: вјеснá) – весна – пролеће, перед (изг: пјерјед) – перед – испред
- фузија старословенских гласова i и ы у и
пример: пиво – пиво (изг: п[ɪ]во) – пиво
- претварање г у глас х
пример: голова (изг: галавá) – голова (изг: холова) – глава, горло (изг: гóрло) – горло (изг: хорло) – грло
- вокализација гласа л, који прелази у в
пример: пил – пив – пио је, брал – взяв – узео је, волк – вовк – вук.

## Речник
Украјински речник је у основи словенски и сличан је речнику белоруског, пољског и руског језика.
| украјински | белоруски | пољски | руски | српски |
| ---------- | --------- | ------ | ----- | ------ |
| /          | /         |        |       |        |
| /          |           |        |       |        |
| /          | /         | /      |       |        |
| /          |           |        |       |        |
|            |           |        |       |        |

У исто време у језику постоји мноштво речи, које се разликују како од руског и пољског, тако и од других словенских језика (али су често сличне белоруским речима).
| украјински | белоруски | пољски | руски | српски |
| ---------- | --------- | ------ | ----- | ------ |
|            |           |        |       |        |
| /          |           |        |       | кулиса |
|            |           |        |       |        |
|            |           |        |       |        |
|            |           |        |       | /      |
|            |           |        |       |        |
|            |           |        |       |        |

## Писмо
У поређењу са српском ћириличном азбуком у украјинској се не користе шест слова: ђ, ј, љ, њ, ћ, џ. У поређењу са руском — четири: ъ, ы, э и ё. Слово  се изговара како чешке h, а не као g. Украјински има и себи својствена 4 слова: є (је), і (и), ї (ји) и ґ (г). Слово  се изговара као , а не као  у српском. Вокали се изговарају увек јасно као у српском (на пример, неакцентовано о се не изговара као а, што је случај у руском). У украјинском језику постоји правило да се речи читају онако како су написане, и пишу онако како се изговарају.
| А а | Б б | В в | Г г | Ґ ґ | Д д | Е е | Є є |
| Ж ж | З з | И и | І і | Ї ї | Й й | К к | Л л |
| М м | Н н | О о | П п | Р р | С с | Т т | У у |
| Ф ф | Х х | Ц ц | Ч ч | Ш ш | Щ щ | Ь ь | Ю ю |